# Wbsニュース5
wbsニュース5（ダブリュビーエス ニュースファイブ）は、和歌山放送で2016年3月28日から放送されている報道番組。放送時間は平日 17:00 - 18:30（後述の通り、本編は17:15開始）に生放送している。
本項目では、ナイターオフ期間限定で放送される、『wbsニュース5+』（ダブリュビーエス ニュースファイブ プラス）についても述べる（放送時間・平日 18:30 - 18:45）。

## 概要
『5時です こちら報道センター』、『wbsニュース 今日あす』からの流れを汲む、平日夕方の地域密着型報道番組。前番組の『ニュースde和歌山 ちょくダネ。』（以下、『ちょくダネ。』）から放送時間を20分短縮し、2枠あったリポートコーナーを1枠に集約するなどのリニューアルを行った。また、『ちょくダネ。』においては、月 - 木曜日と金曜日では、番組構成・演出に若干の差異があったが、当番組ではそれらの統一が図られている。
『wbsニュース 今日あす』時代からの伝統として、ローカルニュースを中心に取材音源を多用しており、これは日本のラジオニュース、殊にローカルニュースにおいては貴重な存在である。
編成上の放送開始時刻は17:00であるが、実際の放送においては、17:00の時点で『ニュース・パレード』（文化放送制作・NRN系全国ネットニュース）が放送されており、『ニュース5』としての本編は、17:15開始となる。これに対応する為に、『ニュース・パレード』開始直前に簡易的なオープニングが放送される。

### wbsニュース5+
ナイターオフ編成となる、10月から翌年3月の期間には、『ニュース5』本編終了後に、『wbsニュース5+』が放送される。『ちょくダネ。』時代の2015年度まで18:30開始であった、ナイターオフ期番組『ココロのオンガク 〜music for you〜』（文化放送制作）が、2016年度より18:45開始に縮小となった為、空いた時間を埋める形で『ニュース5+』が開始された。
この時間帯では、全国・ローカル問わず当日の主なニュースや、リポート・インタビュー、時には音楽も放送するなど、事実上のフリーゾーンとして活用されている。
一部の番組表（新聞のラジオ欄など）では、17:00 - 18:45の枠で『ニュース5』として記載している場合もあるが、編成・実際の放送上は、『ニュース5』本編とは別番組扱いとされており、BGMも本編とは別のものが使用されるなどの差別化が図られている。
2016年度は、月 - 金曜日通しで放送されたが、2017年度と2018年度は、月曜日の同時間帯に、『ふるさと和歌山の防災』（詳細後述）が編成された為、火 - 金曜日、2019年度からは火曜日に「朗読・福山ひでみのココロのしおり」が放送されるため、水 - 金曜日の放送となった。
また、2016年度は『ココロのオンガク』が、2017年3月24日で2016年度の放送を終了した関係で、最終週となった同年3月27日 - 31日に限り、19:00まで時間を拡大して放送した。
2021年度上半期のナイターシーズン中は月・火曜日の18:45-19:00にも放送し、事実上通年化されたが、2024年度上半期からナイター中継が毎週金曜日のみとなったため、通年で毎週水・木曜日の放送となる。

## 出演者
☆印が付いた人物は、『ちょくダネ。』からの続投。

### キャスター
共に『ニュース5+』も担当。
月・火・木曜日
- 寺門秀介（和歌山放送アナウンサー、報道ニュースデスク）☆（2022年9月28日までは水曜日も担当）

『ちょくダネ。』では、月 - 木曜日の後半パートキャスターを担当していた。この時間帯の番組には、『wbsニュース 今日あす』時代から出演を続けている。
水曜日・金曜日
- 高松良誠（和歌山放送嘱託契約アナウンサー） 2022年10月5日 -

金曜日不定期
- 笠野衣美（和歌山放送契約アナウンサー）☆

『ちょくダネ。』では、月・火曜日の前半パートキャスターを担当していた。
高松が担当するようになってからは、取材などの都合で参加できない時に担当する

### 取材キャスター
共に不定期出演。
- 覚道沙恵子（和歌山放送アナウンサー）
- 堤圭一（報道制作部デスク）☆

2017年3月までは、『ふるさと和歌山の防災』（現在も月曜日に単独放送中）担当を兼務していた。

### コーナー出演者
紀北・紀南リポート
- 松原燈（月・水曜日、田辺支局パーソナリティー、2018年4月2日 - ）[2]

『ちょくダネ。』でも、月・水曜日の『紀南リポート』を担当していた。
- 藤原弘（火曜日、毎日新聞大阪本社・橋本通信部記者　2020年度-）☆
- 柿白享子（木曜日、新宮支局パーソナリティー）☆

お天気ダイヤル
- 引本孝之（気象予報士、新宮支局パーソナリティー）☆

2017年8月中旬 - 10月初旬の間は、舌癌治療の為休演。この間も、『お天気メール』と称した気象概況の原稿を、番組に出稿していた。
記者の目
- 加藤敦久（毎日新聞大阪本社・和歌山支局記者　2021年度）

週によっては、別の記者が出演することがある。
和歌山けいりん・夕暮れわかちゃん倶楽部
- 山本靖貴（和歌山放送競輪担当ディレクター、2017年4月7日 - ）[3]

県庁だより
- 中川智美（和歌山放送アナウンサー）☆

『ちょくダネ。』では、本コーナーに加えて、水・木曜日の前半パートキャスターを担当していた。
- 税所ひかる（和歌山放送アナウンサー　2020年10月-）

中川の産休の代役として三浦ちあき（和歌山放送契約アナウンサー）と担当、2021年4月から中川とのコンビで正式に担当

### 主な代役
寺門はニュースデスク、報道記者を務める関係で、和歌山県議会定例会などの開催日や、大規模な選挙（県知事選挙、国会議員選挙、統一地方選挙）のある時、また日本国の国民の祝祭日など、やむを得ず欠席することもある。
その場合には、笠野、平井理弘、髭白卓道、中川、覚道、小林睦郎（以上の人物は和歌山放送アナウンサー=契約、嘱託含む。小林はシャンソン歌手兼務）、及び中島原野（フリーアナウンサー）らが担当したことがある。
一方、笠野もまれにスケジュールの都合で休演する事があり、その際は寺門、覚道、平井が代演することがある。

### 過去の出演者
紀北・紀南リポート
- 川崎学（月・水曜日、当時田辺支局パーソナリティー、番組開始 - 2016年11月16日）

『ちょくダネ。』では、本社・報道制作部の記者として、リポートコーナーに不定期出演していた。
- 山下博美（きよちゃん、水曜日、田辺支局リポーター、2018年4月11日 - 2018年9月26日）[6]
- 松野和生（火曜日、当時毎日新聞大阪本社・橋本通信部記者　-2019年度）☆

記者の目
- 矢倉健次（当時毎日新聞大阪本社・和歌山支局記者、番組開始 - 2018年3月22日[7]）☆
- 阿部弘賢（同上、2018年3月29日　- 2019年度）
- 最上聡（毎日新聞大阪本社・和歌山支局記者　2020年度）

県庁だより
- 三浦ちあき（2016年4月1日 - 2021年3月31日）

『ちょくダネ。』では、金曜日のキャスターを担当していた。
- 赤井ゆかり（和歌山放送アナウンサー　-2016年3月31日）
- 覚道沙恵子（中川の産休中代役　-2020年9月頃まで）

## 主なコーナー
2020年10月現在の内容。放送時間はおおよその目安。ただし、フロート番組のうち「県庁だより」「夕暮れわかちゃん倶楽部」、及び2021年度月曜日、火曜日の箱番組については、radikoにおいては「ニュース5」とは分けて独立した番組（中断扱い）としており、本編は17:00-18:00（金曜は-17:55）と、18:10-18:30の2部（年度下半期の「ニュース5+」がある日はさらに3部）に分けて配信されている。「ニュースパレード」(QR制作）と「ネットワークトゥディ」（企画ネット番組）は第1部コーナー扱い。
| 時刻                                                   | コーナー名                                              | 内容 |
| ------------------------------------------------------ | ------------------------------------------------------- | --- |
| 16:59:40                                               | プレオープニング                                        | 事前収録の音源で、番組と『ニュース・パレード』の予告を行う。 |
| 17:00                                                  | ニュース・パレード                                      | 文化放送制作・NRN系全国ネットニュース。 |
| 17:15                                                  | オープニング                                            | ここから番組本編の開始。ここで当日の放送内容を紹介する。 |
| 17:18                                                  | 紀北・紀南リポート                                      | 曜日毎に以下のエリアに区切って、各地域の話題をリポートする。 『ちょくダネ。』では、曜日ごとにタイトルが異なっていたのを統一したほか、金曜日にも新たに放送を開始した。 - 月・水曜日…田辺・西牟婁・御坊・日高エリア（田辺支局から） - 火曜日…橋本・伊都エリア（毎日新聞橋本通信部から） - 木曜日…新宮・東牟婁・三重県東紀州エリア（新宮支局から） - 金曜日…和歌山市・海草・有田エリア（本社スタジオから） |
| 17:25                                                  | 引本孝之のお天気ダイヤル                                | 『ちょくダネ。』からの継続。新宮支局より引本が出演し、最新の天気について解説する。 『wbsニュース 今日あす』時代まで放送されていた『漁業ニュース』の名残で、海上気象情報も併せて伝える。 2017年の引本休演期間中は、コーナー名はそのままに、引本からの『お天気メール』をキャスターが代読する形を採った。 |
| 17:30                                                  | ネットワークトゥディ                                    | 本来はTBSラジオ制作・JRN系全国ネットニュースのタイトルだが、 当番組では企画ネット扱いで、ローカルニュースを取材音源を交えながら伝える。ただし、和歌山県関係の全国ニュースがある場合は裏送り出しでTBSラジオに上がり送り配信して全国放送する。 |
| 17:41                                                  | 和歌山トゥデイ                                          | 引き続き、ローカルニュース。放送上、左記のタイトルがアナウンスされるのは金曜日のみ。 |
| 17:46                                                  | 天気予報                                                | [ 10 ] |
| 17:48                                                  | 交通情報                                                | 日本道路交通情報センター・和歌山センターとつなぎ、道路状況を伝える。 |
| 17:50                                                  | ニュース5トピックス（月-水・金曜日） 記者の目（木曜日） | 『ちょくダネ。』時代の『ちょくダネ。話題のタネ』に相当するコーナー。 月 - 水曜日は、直近のニュースについての解説や、和歌山県内の身近な話題を、取材音源やインタビューを交えながら伝える。 日によっては全国ニュース（主にTBSラジオ「ネットワークトゥディ」で放送された原稿）を伝える場合もある。 木曜日は『ちょくダネ。』から放送曜日を変えて「記者の目」を放送。 毎日新聞大阪本社・和歌山支局の記者がコーナーの進行役を務め、直近の毎日新聞和歌山版に掲載されたトピックスから毎週1つを取り上げて詳しく解説する。 2017年4月7日からは、金曜日にも当コーナーの放送を開始。主に週末に行われるイベントについて伝える。 |
| 17:55                                                  | 引き続き上記のコーナー（月 - 木曜日）                   | |
| 17:55                                                  | 和歌山けいりん・ 夕暮れわかちゃん倶楽部（金曜日）       | 自社制作のフロート番組。和歌山競輪場で開催、または場外発売される原則として土曜日レースの見所（予想や選手の補足情報などは生放送後=概ね21:30前後に番組ブログにて掲載）や、競輪界のトピックスなどを伝える。 2017年4月7日より当番組内で放送。それまでは、長らく土曜日の同時間帯で放送されていた。 |
| 18:00                                                  | 県庁だより                                              | 自社制作のフロート番組。内容は、同日11:40から放送されたものの再放送。 |
| 18:10                                                  | スポーツ・インフォメーション                            | 『ネットワークTODAY』同様、企画ネット扱いでスポーツニュースを伝える。 |
| 18:15                                                  | 和歌山放送ニュース                                      | ローカルニュース。基本的には17時台に伝えた項目の繰り返しだが、一部新しい項目を伝える事もある。 |
| 18:21                                                  | 交通情報                                                | スタジオから和歌山県警交通管制センターより提供された情報を伝える。 |
| 18:22                                                  | 天気予報                                                | 時折、交通情報と順番を入れ替えて、放送する場合がある。 その後そのまま、『ニュース5+』がある時は、その後の通販を含む各箱番組のあとで、『ニュース5+』があることを告知し、ない時はここでエンディング。 |
| 18:24                                                  | 快適生活ラジオショッピング                              | この時間帯は、他のワイド番組内での放送と異なり、柿出奈津江が出演する全国共通の収録版を放送する。 |
| 以降は年度下半期（10-3月）の水 - 金曜日のみの放送。    |                                                         | |
| 18:30                                                  | wbsニュース5+                                           | 放送内容は前掲。 |
| 18:44                                                  | 放送終了                                                | 1分間のステーションブレイクを挟んで、次番組（『ココロのオンガク 〜music for you〜』）へと続く。 |
| 以降は2021年度上半期（4-9月）の月 - 火曜日のみの放送。 |                                                         | |
| 18:30                                                  | 箱番組                                                  | 月曜 『ふるさと和歌山の防災』（覚道沙恵子） 第1・3・5火曜 『朗読・福山ひでみのココロのしおり』（福山ひでみ=和歌山放送契約アナウンサー・朗読家） 第2・4火曜 『定期便・教育の窓』（三浦ちあき=和歌山放送契約アナウンサー） |
| 18:45                                                  | wbsニュース5+                                           | 放送内容は前掲。 |
| 18:59                                                  | 放送終了                                                | 1分間のステーションブレイクを挟んで、次番組（月曜『ぼくたちのODO』、火曜『アフター6ジャンクション』）へと続く。 |

### 過去のコーナー
- ふるさと和歌山の防災（金曜日）

『ちょくダネ。』から放送曜日を変えての継続。和歌山県内で行われている防災への取り組みについてリポートする。
2017年4月3日より、月曜日18:30 - 18:45に独立番組として放送。

## 備考
- 夏の高校野球和歌山大会期間中は全試合の実況中継を実施する為、試合展開によっては当番組が休止または短縮となる場合がある[16]。また、通常放送の場合でも、一部のコーナーを休止する場合がある。
- 2016年5月30日は、ワイドFM開局記念特別番組『AMも、FMも。ラジオはWで!』の第4部扱いで放送（放送時間は通常通り）[17]。ワイドFM開局記念式典の模様をはじめとする当日のニュースの他、『紀北・紀南リポート』と『ニュース5トピックス』の枠を使い、ワイドFMの特徴や今後の役割について伝えた。
- 毎月最終放送日には、『ちょくダネ。』時代から引き続き、和歌山県庁の新任主査研修・民間体験研修で、和歌山放送に出向研修している県職員をスタジオに招き、研修の感想や普段の仕事ぶりについてインタビューを行っている。通常は、『ニュース5トピックス』（金曜日である場合は、「紀北・紀南レポート」）枠で行うが、『ニュース5+』放送期間中はそちらで行うこともある。
- 2017年からは、和歌山市議会定例会期間中、及びその前後に、関連の情報を伝える。当初は、月曜日の『ニュース5トピックス』枠を使い、覚道の担当で放送。2018年以降は、原則本会議開催前日に『ニュース5トピックス』前の時間を使い、キャスターが読み上げる形式としている。
- 年末年始（12月29日 - 1月3日）は、『県庁だより』が休止となる為、18:00 - 18:10の時間帯もニュースを中心に放送する。また、正月3が日は『紀北・紀南リポート』も休止になるほか、全体的にニュースの少ない時期でもある為、コーナーの合間に音楽を流す事が多い。

## 関連番組
- 和歌山放送ニュース
- サタデーニュース&スポーツ